# Тамрышская республика
Тамрышская республика (болг. Тъмръшка република) — помакский самоуправляющийся регион, существовавший в Родопских горах с 1878 по 1886 год.

## География
Республика находилась на территории между реками Выча и Чая, на севере достигая села Тамры, а на юге — сёл Триграда и Барутан. Изначально в состав республики входили 17 сёл, но к 1880 году их число увеличилось до 21.

## История
Республика просуществовала до 1886 года, когда Восточная Румелия была включена в состав Болгарии.